# Wlastimil Hofman

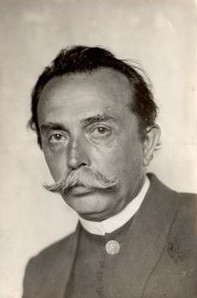
Wlastimil Hofman

Wlastimil Hofman (* 27. April 1881 in Prag als Vlastimil Hofmann; † 6. März 1970 in Szklarska Poręba, Polen) war ein polnischer Maler.

## Leben

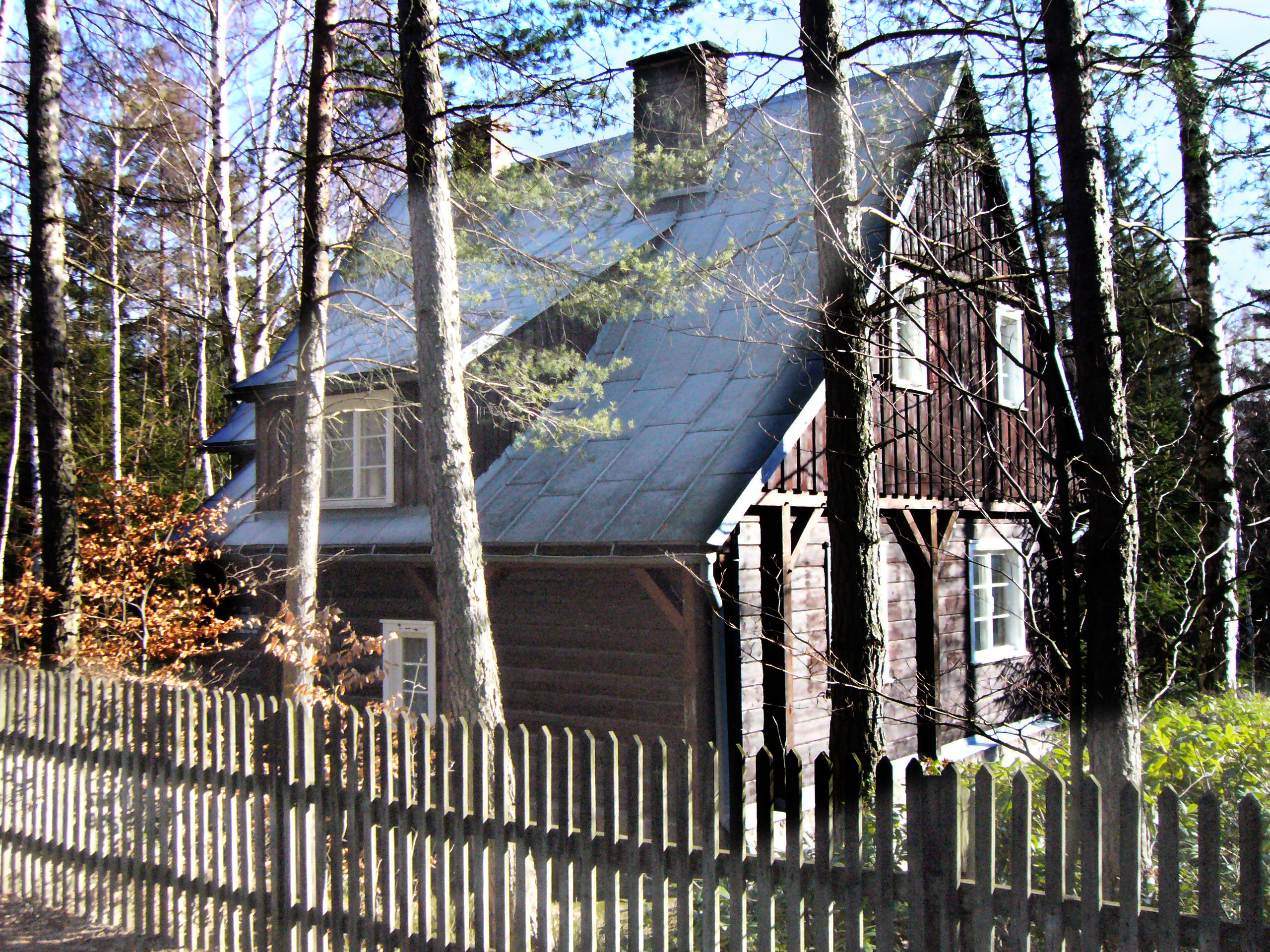
Wohnhaus von Wlastimil Hofman in Schreiberhau

Hofman war der Sohn des Tschechen Ferdinand Hofmann und dessen polnischer Frau Teofila, seine tschechische Namensform, unter der er auch geboren wurde, lautet Vlastimil Hofmann. Bereits 1889 kam er nach Polen, wo er in Krakau die Schule besuchte. Ab 1896 studierte er an der Akademie der bildenden Künste in Krakau unter Jacek Malczewski. 1899 ging er nach Paris, um an der dortigen École des Beaux-Arts weiterzustudieren. Die erste Ausstellung seiner Bilder hatte er 1902 in der Künstlervereinigung Sztuka, weitere Ausstellungen folgten in München, Amsterdam, Rom, Berlin, Prag, Wien und Warschau. 1907 wurde er als erster Pole Mitglied der Wiener Sezession. Zwischen 1914 und 1920 lebte Hofman in Prag und Paris, kehrte dann aber 1921 nach Krakau zurück, wo er ein Haus und Atelier besaß. Um diese Zeit änderte er, auch unter dem Einfluss von Jacek Malczewski, seinen Namen in die polnische Form Wlastimil Hofman.
Hofman war mit einer jüdischen Frau verheiratet. Deswegen flüchtete er mit ihr 1939 vor den Nationalsozialisten über die Sowjetunion und die Türkei nach Palästina. 1946 kehrte er nach Polen zurück, wo er seine zweite Frau, ebenfalls eine Jüdin, kennenlernte, mit der er sich 1947 nach Szklarska Poręba im schlesischen Riesengebirge zurückzog. 1961 wurde er mit dem Kreuz des Ordens der polnischen Wiedergeburt ausgezeichnet.
Das ehemalige Wohnhaus Hofmans ist heute als Vlastimil-Hofman-Haus ein Museum.

## Leistung
Hofman war Vertreter des jungpolnischen Symbolismus und durch Jacek Malczewski beeinflusst. Seine Themen waren vor allem religiöse und mythologische Szenen. Populär wurde er durch Madonnen-, Kinder- und Engeldarstellungen in ländlicher Umgebung. Daneben schuf er auch Porträts. Von den Kunststilen der Moderne des 20. Jahrhunderts blieb er unbeeinflusst.
Hofman schrieb auch Gedichte.
Im Museum Carl und Gerhart Hauptmann in Szklarska Poręba befindet sich eine Kollektion von Bildern Hofmanns.
In dem ehemals evangelischen Bethaus und heute kath. Kirche in Sobieszów zeigt ein Bild, das Hofmann dieser Kirche geschenkt hat, Jesus als Guten Hirten vor dem Hintergrund der Riesengebirgslandschaft. Auch in der Kirche Bożego Ciała in Szklarska Poręba sind Bilder von ihm zu finden. 
Für sein künstlerisches Schaffen erhielt er zahlreiche Orden und Auszeichnungen in Polen, aber auch in der CSSR und in Frankreich. 

## Werke
- Zu neuem Leben (Kattowitz, Schlesisches Museum), 1906
- Madonna mit Jesus- und Johannesknaben (Posen, Nationalmuseum), 1909, Öl auf Leinwand, 109 × 129 cm
- Madonna (Lemberg, Galeria Obrazow), 1909, Öl auf Leinwand, 60 × 60 cm
- Madonna (Wien, Österreichische Galerie Belvedere), 1910, Öl auf Leinwand
- Konzert (Krakau, Nationalmuseum), 1910
- Bildnis einer Dame (Breslau, Nationalmuseum), 1916
- Frühling (Krakau, Nationalmuseum), 1918
- Verlorenes Glück (Warschau, Nationalmuseum), 1919